# María Luisa Martínez de García Rojas
María Luisa Martínez de García Rojas, född 1780, död 1817, var en mexikansk frihetshjältinna. Hon tillhörde den grupp kvinnliga frihetskämpar som blev kända som symboler för det mexikanska frihetskriget. Hon tjänstgjorde som kurir åt rebelltrupperna och avrättades genom skjutning. 